# 胡寶星
胡寶星爵士（英語：Sir Po-Shing Woo，1929年4月19日—），胡兆熾家族成員，是香港上市公司恆基兆業及公司集團的非執行董事（由1981年起）。他專業為執業律師，香港兩間律師事務所——胡寶星律師行、關卓然律師行的創辦人。

## 簡歷
胡寶星生於香港，是胡兆熾家族的第二代，祖籍是廣東省佛山市順德區. 胡家由「喜蓮牌」電髮產品起家。父親胡兆熾，胡兆熾有三名太太及十五名子女，他是胡兆熾正室吳昭文的獨子。
胡寶星早年就讀香港聖若瑟小學（與聖若瑟書院共用同一校舍時期）、英皇書院（初中至1948年）和喇沙書院（1948年至1952年），後曾留學英國，獲倫敦大學國王學院法學學士（1952年至1955年）、院士、博士等銜，1959年得到英國律師公會律師資格及優異獎狀。
胡寶星是慈善家，也是政治家和教育家，天津南開大學客席教授。他在1966年至1967年擔任東華三院總理，1967年至1971年當選市政局民選議員，1977年至1978年出任保良局總理，1999年獲英女皇伊利沙伯二世頒授爵士勛銜。而早於1959年創辦的順德區胡寶星職業技術學校則是以胡寶星之名來命名。

## 家庭
胡寶星爵士已婚，妻子為胡方雪芬，兩夫婦育四子一女，分別是胡家驥、胡家驊、胡家驃、胡家驄和胡家雯。長子家驥長期在英國打理地產生意，次子家驊負責打理家族生意，三子家驃是律師，幼子家驄是醫生。

## 名下馬匹
胡寶星爵士夫婦（胡方雪芬）和他們的子女（胡家驊、胡家驃、胡家驄、胡家雯）、孫兒孫女（胡智略、胡智同、胡智鈞、胡智健、胡智晴、胡智澄）是香港賽馬會會員，自1980年代末期開始，他們名下馬匹皆以「喜蓮」兩字命名，包括喜蓮之光、喜蓮之星、喜蓮之寶、喜蓮之威、喜蓮之駒、喜蓮精神、喜蓮風采、喜蓮動力、喜蓮戰略、喜蓮精彩、喜蓮精英、喜蓮福星、喜蓮智星、喜蓮標緻、喜蓮芳芬、喜蓮巨星（原名「武裝戰線」）、喜蓮歡星、喜蓮獎星、喜蓮彩星、喜蓮騏星、喜蓮慧星、喜蓮心星、喜蓮新星、喜蓮勇感（原名「印族之夢」）、喜蓮勇略（原名「禁地稱雄」）。其中喜蓮之星及喜蓮福星先後勝出1993及2008年香港打吡大賽，喜蓮精神於2002年杜拜司馬經典賽跑入亞軍，喜蓮之星更成為1993年香港馬王。
另外，他的姊妹胡慕瑛、胡慕芳、胞弟胡寶山亦是香港賽馬會會員。

## 参看
- 贊育醫院胡寶星夫人婦女診斷治療中心
- 胡關律師行